# Франція на зимових Олімпійських іграх 2018
Франція на зимових Олімпійських іграх 2018, які проходили з 9 по 25 лютого в Пхьончхані (Південна Корея), була представлена 107 спортсменами в 11 видах спорту. Прапороносцем на церемонії відкриття Олімпійських ігор став біатлоніст Мартен Фуркад. Французькі спортсмени здобули 15 медалей: 5 золотих, 4 срібних та 6 бронзових; зокрема Мартен Фуркад виборов 3 золоті медалі. Збірна Франції зайняла неофіційне 9-те загальнокомандне місце.

## Медалісти
| Медалі | Спортсмени                                                  | Вид спорту          | Дисципліна                      | Дата      |
| ------ | ----------------------------------------------------------- | ------------------- | ------------------------------- | --------- |
| Золото | Перрін Лаффон                                               | Фристайл            | могул (жінки)                   | 11 лютого |
| Золото | Мартен Фуркад                                               | Біатлон             | гонка переслідування (чоловіки) | 12 лютого |
| Золото | П'єр Вольтьє                                                | Сноубординг         | сноубордкрос (чоловіки)         | 15 лютого |
| Золото | Мартен Фуркад                                               | Біатлон             | мас-старт (чоловіки)            | 18 лютого |
| Золото | Марі Дорен-Абер Анаїс Бескон Сімон Детьє Мартен Фуркад      | Біатлон             | змішана естафета                | 20 лютого |
| Срібло | Алексіс Пентюро                                             | Гірськолижний спорт | комбінація (чоловіки)           | 13 лютого |
| Срібло | Жулья Перейра де Соуза Мабіло                               | Сноубординг         | сноубордкрос (жінки)            | 15 лютого |
| Срібло | Габріелла Пападакіс Гійом Сізерон                           | Фігурне катання     | танці на льоду                  | 20 лютого |
| Срібло | Марі Мартіно                                                | Фристайл            | хафпайп (жінки)                 | 20 лютого |
| Бронза | Анаїс Бескон                                                | Біатлон             | гонка переслідування (жінки)    | 12 лютого |
| Бронза | Віктор Мюффа-Жанде                                          | Гірськолижний спорт | комбінація (чоловіки)           | 13 лютого |
| Бронза | Алексіс Пентюро                                             | Гірськолижний спорт | гігантський слалом (чоловіки)   | 18 лютого |
| Бронза | Адріан Бакшайдер Жан-Марк Гаяр Моріс Маніфіка Клеман Парісс | Лижні перегони      | естафета 4х10 км (чоловіки)     | 18 лютого |
| Бронза | Моріс Маніфіка Рішар Жув                                    | Лижні перегони      | командний спринт (чоловіки)     | 21 лютого |
| Бронза | Анаїс Шевальє Марі Дорен-Абер Жустін Бреза Анаїс Бескон     | Біатлон             | естафета (жінки)                | 22 лютого |

## Спортсмени
| Вид спорту          | Чоловіки | Жінки | Всього |
| ------------------- | -------- | ----- | ------ |
| Біатлон             | 6        | 6     | 12     |
| Гірськолижний спорт | 13       | 9     | 22     |
| Бобслей             | 5        | 0     | 5      |
| Ковзанярський спорт | 1        | 0     | 1      |
| Лижне двоборство    | 5        | 0     | 5      |
| Лижні перегони      | 9        | 4     | 13     |
| Сноубординг         | 5        | 8     | 13     |
| Стрибки з трампліна | 2        | 2     | 4      |
| Фігурне катання     | 4        | 4     | 8      |
| Шорт-трек           | 2        | 2     | 4      |
| Усього              | 63       | 43    | 106    |

## Біатлон
| Спортсмен                                                     | Дисципліна                       | Час       | Промахи     | Місце |
| ------------------------------------------------------------- | -------------------------------- | --------- | ----------- | ----- |
| Сімон Детьє                                                   | спринт, чоловіки                 | 24:11.1   | 2 (2+0)     | 12    |
| Сімон Детьє                                                   | гонка переслідування, чоловіки   | 33:55.4   | 3 (1+0+1+1) | 7     |
| Сімон Детьє                                                   | індивідуальні перегони, чоловіки | 51:03.6   | 4 (0+2+1+1) | 27    |
| Сімон Детьє                                                   | мас-старт, чоловіки              | 37:45.9   | 5 (1+2+2+0) | 22    |
| Кентен Фійон-Має                                              | спринт, чоловіки                 | 25:28.1   | 4 (3+1)     | 48    |
| Кентен Фійон-Має                                              | гонка переслідування, чоловіки   | 37:57.2   | 7 (3+0+2+2) | 44    |
| Кентен Фійон-Має                                              | мас-старт, чоловіки              | 38:57.5   | 7 (3+2+2+0) | 29    |
| Мартен Фуркад                                                 | спринт, чоловіки                 | 24:00.9   | 3 (3+0)     | 8     |
| Мартен Фуркад                                                 | гонка переслідування, чоловіки   | 32:51.7   | 1 (1+0+0+0) | 1     |
| Мартен Фуркад                                                 | індивідуальні перегони, чоловіки | 48:46.2   | 2 (0+0+0+2) | 5     |
| Мартен Фуркад                                                 | мас-старт, чоловіки              | 35:47.3   | 2 (1+0+0+1) | 1     |
| Антонен Гігонна                                               | спринт, чоловіки                 | 24:37.5   | 3 (1+2)     | 27    |
| Антонен Гігонна                                               | гонка переслідування, чоловіки   | 35:27.9   | 5 (2+1+0+2) | 19    |
| Антонен Гігонна                                               | індивідуальні перегони, чоловіки | 50:33.5   | 2 (0+2+0+0) | 23    |
| Антонен Гігонна                                               | мас-старт, чоловіки              | 37:15.3   | 5 (1+0+2+2) | 19    |
| Емільєн Жаклен                                                | індивідуальні перегони, чоловіки | 55:26.1   | 7 (2+2+2+1) | 77    |
| Сімон Детьє Мартен Фуркад Антонен Гігонна Емільєн Жаклен      | естафета, чоловіки               | 1:18:43.1 | 3+12        | 5     |
| Селья Емоньє                                                  | індивідуальні перегони, жінки    | 46:40.3   | 5 (2+1+0+2) | 48    |
| Анаїс Бескон                                                  | спринт, жінки                    | 22:20.8   | 2 (0+2)     | 19    |
| Анаїс Бескон                                                  | гонка переслідування, жінки      | 31:04.9   | 1 (0+0+1+0) | 3     |
| Анаїс Бескон                                                  | індивідуальні перегони, жінки    | 45:10.9   | 3 (2+0+1+0) | 31    |
| Анаїс Бескон                                                  | мас-старт, жінки                 | 37:23.5   | 4 (1+0+2+1) | 17    |
| Жустін Брезаз-Буше                                            | спринт, жінки                    | 21:54.1   | 2 (1+1)     | 10    |
| Жустін Брезаз-Буше                                            | гонка переслідування, жінки      | 34:08.0   | 7 (0+2+1+4) | 34    |
| Жустін Брезаз-Буше                                            | індивідуальні перегони, жінки    | 46:57.2   | 5 (1+2+2+0) | 55    |
| Жустін Брезаз-Буше                                            | мас-старт, жінки                 | 37:49.6   | 5 (0+1+3+1) | 20    |
| Анаїс Шевальє                                                 | спринт, жінки                    | 22:15.6   | 2 (1+1)     | 16    |
| Анаїс Шевальє                                                 | гонка переслідування, жінки      | 33:28.0   | 5 (3+0+0+2) | 24    |
| Анаїс Шевальє                                                 | індивідуальні перегони, жінки    | 45:01.9   | 3 (1+1+1+0) | 28    |
| Анаїс Шевальє                                                 | мас-старт, жінки                 | 40:39.7   | 6 (2+3+1+0) | 29    |
| Марі Дорен-Абер                                               | спринт, жінки                    | 21:39.3   | 1 (1+0)     | 4     |
| Марі Дорен-Абер                                               | гонка переслідування, жінки      | 33:37.8   | 7 (2+0+2+3) | 27    |
| Марі Дорен-Абер                                               | мас-старт, жінки                 | 36:20.9   | 2 (0+1+0+1) | 9     |
| Анаїс Бескон Жустін Брезаз-Буше Анаїс Шевальє Марі Дорен-Абер | естафета, жінки                  | 1:12:21.0 | 0+14        | 3     |
| Анаїс Бескон Сімон Детьє Марі Дорен-Абер Мартен Фуркад        | змішана естафета                 | 1:08:34.3 | 0+4         | 1     |

## Бобслей
| Спортсмен                                                | Дисципліна | 1-й заїзд | 1-й заїзд | 2-й заїзд | 2-й заїзд | 3-й заїзд | 3-й заїзд | 4-й заїзд | 4-й заїзд | Сума    | Сума  |
| Спортсмен                                                | Дисципліна | Час       | Місце     | Час       | Місце     | Час       | Місце     | Час       | Місце     | Час     | Місце |
| -------------------------------------------------------- | ---------- | --------- | --------- | --------- | --------- | --------- | --------- | --------- | --------- | ------- | ----- |
| Доріан Отервіль Ромен Генріх                             | двійки     | 49.74     | 18        | 49.73     | 18        | 49.55     | 12        | 49.46     | 7         | 3:18.48 | 13    |
| Вінсен Кастель Лоїк Костерг Доріан Отервіль Вінсан Рікар | четвірки   | 49.09     | =12       | 49.36     | 11        | 49.19     | 10        | 49.92     | 20        | 3:17.56 | 11    |

## Гірськолижний спорт
| Спортсмен            | Дисципліна                   | 1-й спуск     | 1-й спуск     | 2-й спуск     | 2-й спуск     | Сума          | Сума          |
| Спортсмен            | Дисципліна                   | Час           | Місце         | Час           | Місце         | Час           | Місце         |
| -------------------- | ---------------------------- | ------------- | ------------- | ------------- | ------------- | ------------- | ------------- |
| Жоан Кларе           | швидкісний спуск, чоловіки   | Н/Д           | Н/Д           | Н/Д           | Н/Д           | 1:42.39       | 18            |
| Матьє Февр           | гігантський слалом, чоловіки | 1:09.06       | 5             | 1:10.93       | 20            | 2:19.99       | 7             |
| Тома Фанара          | гігантський слалом, чоловіки | 1:09.22       | 6             | 1:10.61       | 16            | 2:19.83       | 5             |
| Блез Гізенданнер     | супергігант, чоловіки        | Н/Д           | Н/Д           | Н/Д           | Н/Д           | 1:24.82       | 4             |
| Жан-Батіст Гранж     | слалом, чоловіки             | не фінішував  | не фінішував  | не фінішував  | не фінішував  | не фінішував  | не фінішував  |
| Тома Мермійо-Блонден | комбінація, чоловіки         | 1:20.89       | 17            | 47.13         | 6             | 2:08.02       | 6             |
| Віктор Мюффа-Жанде   | комбінація, чоловіки         | 1:21.57       | 29            | 45.97         | 2             | 2:07.54       | 3             |
| Віктор Мюффа-Жанде   | гігантський слалом, чоловіки | 1:09.44       | 8             | 1:10.41       | 10            | 2:19.85       | 6             |
| Віктор Мюффа-Жанде   | слалом, чоловіки             | 48.54         | 6             | 51.18         | 11            | 1:39.72       | 5             |
| Максанс Мюзатон      | швидкісний спуск, чоловіки   | Н/Д           | Н/Д           | Н/Д           | Н/Д           | 1:42.96       | =23           |
| Максанс Мюзатон      | супергігант, чоловіки        | Н/Д           | Н/Д           | Н/Д           | Н/Д           | 1:26.08       | 18            |
| Максанс Мюзатон      | комбінація, чоловіки         | 1:20.58       | 14            | не фінішував  | не фінішував  | не фінішував  | не фінішував  |
| Клеман Ноель         | слалом, чоловіки             | 48.58         | 7             | 51.12         | 10            | 1:39.70       | 4             |
| Алексі Пентюро       | комбінація, чоловіки         | 1:20.28       | 10            | 46.47         | 3             | 2:06.75       | 2             |
| Алексі Пентюро       | гігантський слалом, чоловіки | 1:08.90       | 2             | 1:10.45       | 12            | 2:19.35       | 3             |
| Алексі Пентюро       | слалом, чоловіки             | 48.34         | 3             | 51.41         | 14            | 1:39.75       | 6             |
| Бріс Роже            | швидкісний спуск, чоловіки   | Н/Д           | Н/Д           | Н/Д           | Н/Д           | 1:41.39       | 8             |
| Бріс Роже            | супергігант, чоловіки        | Н/Д           | Н/Д           | Н/Д           | Н/Д           | 1:26.10       | 19            |
| Адрієн Тео           | швидкісний спуск, чоловіки   | Н/Д           | Н/Д           | Н/Д           | Н/Д           | 1:42.99       | 26            |
| Адрієн Тео           | супергігант, чоловіки        | Н/Д           | Н/Д           | Н/Д           | Н/Д           | 1:25.76       | 15            |
| Аделін Бо-Мюньє      | гігантський слалом, жінки    | 1:12.89       | 17            | 1:11.04       | 26            | 2:23.93       | 20            |
| Аделін Бо-Мюньє      | слалом, жінки                | 52.65         | 31            | не фінішувала | не фінішувала | не фінішувала | не фінішувала |
| Таїна Баріоз         | гігантський слалом, жінки    | 1:13.54       | 23            | 1:10.06       | 15            | 2:23.60       | 19            |
| Анна-Софі Барте      | комбінація, жінки            | не стартувала | не стартувала | не стартувала | не стартувала | не стартувала | не стартувала |
| Лора Гоше            | швидкісний спуск, жінки      | Н/Д           | Н/Д           | Н/Д           | Н/Д           | 1:42.29       | 22            |
| Лора Гоше            | комбінація, жінки            | 1:42.15       | 11            | 42.64         | 12            | 2:24.79       | 12            |
| Тіффані Готьє        | швидкісний спуск, жінки      | Н/Д           | Н/Д           | Н/Д           | Н/Д           | 1:41.04       | 13            |
| Тіффані Готьє        | супергігант                  | Н/Д           | Н/Д           | Н/Д           | Н/Д           | 1:22.56       | 22            |
| Романе Мірадолі      | швидкісний спуск, жінки      | Н/Д           | Н/Д           | Н/Д           | Н/Д           | 1:41.64       | 18            |
| Романе Мірадолі      | супергігант                  | Н/Д           | Н/Д           | Н/Д           | Н/Д           | 1:22.36       | 19            |
| Романе Мірадолі      | комбінація, жінки            | 1:41.83       | 9             | не фінішувала | не фінішувала | не фінішувала | не фінішувала |
| Настасья Ноанс       | слалом, жінки                | 51.84         | 23            | 50.44         | 13            | 1:42.28       | 20            |
| Дженніфер Піо        | швидкісний спуск, жінки      | Н/Д           | Н/Д           | Н/Д           | Н/Д           | 1:41.17       | 16            |
| Дженніфер Піо        | супергігант                  | Н/Д           | Н/Д           | Н/Д           | Н/Д           | 1:22.38       | 20            |
| Тесса Ворлі          | супергігант                  | Н/Д           | Н/Д           | Н/Д           | Н/Д           | 1:23.54       | 28            |
| Тесса Ворлі          | гігантський слалом, жінки    | 1:12.06       | 14            | 1:09.00       | 2             | 2:21.06       | 7             |

Змішані
| Спортсмени                                                                           | Дисципліна | 1/8 фіналу          | Чвертьфінали       | Півфінали             | Фінал / БМ            | Фінал / БМ |
| Спортсмени                                                                           | Дисципліна | Суперник Результат  | Суперник Результат | Суперник Результат    | Суперник Результат    | Місце      |
| ------------------------------------------------------------------------------------ | ---------- | ------------------- | ------------------ | --------------------- | --------------------- | ---------- |
| Жульєн Лізеру Клеман Ноель Алексі Пентюро Аделін Бо-Мюньє Настасья Ноанс Тесса Ворлі | Команди    | Канада (CAN) W 2*–2 | Італія (ITA) W 3–1 | Швейцарія (SUI) L 1–3 | Норвегія (NOR) L 2–2* | 4          |

## Ковзанярський спорт
Індивідульні змагання
| Спортсмен      | Дисципліна             | Фінал   | Фінал |
| Спортсмен      | Дисципліна             | Час     | Місце |
| -------------- | ---------------------- | ------- | ----- |
| Алексіс Контен | 1500 метрів (чоловіки) | 1:47.33 | 22    |
| Алексіс Контен | 5000 метрів (чоловіки) | 6:18.13 | 11    |

Масстарт
| Спортсмен      | Дисципліна | Півфінал | Півфінал | Півфінал | Фінал | Фінал   | Фінал |
| Спортсмен      | Дисципліна | Бали     | Час      | Місце    | Бали  | Час     | Місце |
| -------------- | ---------- | -------- | -------- | -------- | ----- | ------- | ----- |
| Алексіс Контен | чоловіки   | 3        | 8:28.70  | 8 Q      | 0     | 7:45.64 | 10    |

## Лижне двоборство
| Спортсмен                                    | Дисципліна                        | Стрибки з трампліна | Стрибки з трампліна | Стрибки з трампліна | Лижні перегони | Лижні перегони | Загалом | Загалом |
| Спортсмен                                    | Дисципліна                        | Відстань            | Бали                | Місце               | Час            | Місце          | Час     | Місце   |
| -------------------------------------------- | --------------------------------- | ------------------- | ------------------- | ------------------- | -------------- | -------------- | ------- | ------- |
| Франсуа Бро                                  | нормальний трамплін/10 км         | 101.5               | 108.6               | 12                  | 25:12.5        | 30             | 26:40.5 | 15      |
| Франсуа Бро                                  | великий трамплін/10 км            | 121.0               | 112.6               | 17                  | 23:39.6        | 12             | 25:24.6 | 15      |
| Антуан Жерар                                 | нормальний трамплін/10 км         | 96.5                | 92.9                | 24                  | 25:05.8        | 26             | 27:36.8 | 26      |
| Антуан Жерар                                 | великий трамплін/10 км            | 108.0               | 85.5                | 36                  | 23:46.3        | 14             | 27:20.3 | 32      |
| Максим Лаерт                                 | нормальний трамплін/10 км         | 104.5               | 110.7               | 10                  | 24:54.5        | 21             | 26:14.5 | 11      |
| Максим Лаерт                                 | великий трамплін/10 км            | 128.5               | 122.6               | 11                  | 24:17.8        | 27             | 25:22.8 | 14      |
| Джейсон Ламі-Шаппюї                          | нормальний трамплін/10 км         | 96.0                | 97.7                | 19                  | 25:36.9        | 35             | 27:48.9 | 31      |
| Джейсон Ламі-Шаппюї                          | великий трамплін/10 км            | 118.5               | 94.9                | 31                  | 24:21.5        | 28             | 27:17.5 | 30      |
| Франсуа Бро Максим Лаерт Джейсон Ламі-Шаппюї | командний великий трамплін/4×5 км | 517.0               | 417.9               | 5                   | 47:28.0        | 6              | 48:37.0 | 5       |

## Лижні перегони
Дистанційні перегони
| Спортсмен                                                   | Дисципліна                       | Класичний стиль | Класичний стиль | Вільний стиль | Вільний стиль | Фінал     | Фінал       | Фінал |
| Спортсмен                                                   | Дисципліна                       | Час             | Місце           | Час           | Місце         | Час       | Відставання | Місце |
| ----------------------------------------------------------- | -------------------------------- | --------------- | --------------- | ------------- | ------------- | --------- | ----------- | ----- |
| Адріан Бакшайдер                                            | 15 км вільним стилем, чоловіки   | Н/Д             | Н/Д             | Н/Д           | Н/Д           | 35:12.0   | +1:28.1     | 17    |
| Жан-Марк Гаяр                                               | 15 км вільним стилем, чоловіки   | Н/Д             | Н/Д             | Н/Д           | Н/Д           | 35:35.2   | +1:51.3     | 23    |
| Жан-Марк Гаяр                                               | 30 км скіатлон, чоловіки         | 40:32.6         | 6               | 37:49.1       | 38            | 1:18:48.5 | +2:28.5     | 28    |
| Жан-Марк Гаяр                                               | 50 км класичним стилем, чоловіки | Н/Д             | Н/Д             | Н/Д           | Н/Д           | 2:14:31.4 | +6:09.3     | 18    |
| Жуль Лап'єрр                                                | 30 км скіатлон, чоловіки         | 41:13.0         | 24              | 35:33.2       | 8             | 1:17:19.1 | +59.1       | 15    |
| Моріс Маніфіка                                              | 15 км вільним стилем, чоловіки   | Н/Д             | Н/Д             | Н/Д           | Н/Д           | 34:10.9   | +27.0       | 5     |
| Моріс Маніфіка                                              | 30 км скіатлон, чоловіки         | 40:33.6         | 8               | 35:30.6       | 6             | 1:16:34.2 | +14.2       | 5     |
| Клеман Парісс                                               | 15 км вільним стилем, чоловіки   | Н/Д             | Н/Д             | Н/Д           | Н/Д           | 35:39.0   | +1:55.1     | 26    |
| Клеман Парісс                                               | 30 км скіатлон, чоловіки         | 40:48.9         | 17              | 35:51.7       | 13            | 1:17:08.6 | +48.6       | 13    |
| Клеман Парісс                                               | 50 км класичним стилем, чоловіки | Н/Д             | Н/Д             | Н/Д           | Н/Д           | 2:17:25.4 | +9:03.3     | 24    |
| Адріан Бакшайдер Жан-Марк Гаяр Моріс Маніфіка Клеман Парісс | естафета 4×10 км, чоловіки       | Н/Д             | Н/Д             | Н/Д           | Н/Д           | 1:33:41.8 | +36.9       | 3     |
| Дельфін Клодель                                             | 10 км вільним стилем, жінки      | Н/Д             | Н/Д             | Н/Д           | Н/Д           | 28:58.9   | +3:58.4     | 57    |
| Анук Февр-Пікон                                             | 10 км вільним стилем, жінки      | Н/Д             | Н/Д             | Н/Д           | Н/Д           | 27:42.8   | +2:42.3     | 35    |
| Анук Февр-Пікон                                             | 15 км скіатлон, жінки            | 21:45.5         | 20              | 19:47.3       | 13            | 42:03.8   | +1:18.9     | 13    |
| Коралін Юг                                                  | 10 км вільним стилем, жінки      | Н/Д             | Н/Д             | Н/Д           | Н/Д           | 26:37.9   | +1:37.4     | 14    |
| Коралін Юг                                                  | 15 км скіатлон, жінки            | 23:43.8         | 49              | 19:41.2       | 11            | 43:56.2   | +3:11.3     | 29    |
| Орор Жан                                                    | 10 км вільним стилем, жінки      | Н/Д             | Н/Д             | Н/Д           | Н/Д           | 27:12.6   | +2:12.1     | 22    |
| Орор Жан                                                    | 15 км скіатлон, жінки            | 22:20.6         | 26              | 20:05.6       | 19            | 43:00.8   | +2:15.9     | 23    |
| Дельфін Клодель Анук Февр-Пікон Коралін Юг Орор Жан         | Естафета 4×5 км                  | Н/Д             | Н/Д             | Н/Д           | Н/Д           | 55:50.2   | +4:25.9     | 12    |

Спринт
| Спортсмен                | Дисципліна                       | Кваліфікація | Кваліфікація | Чвертьфінал | Чвертьфінал | Півфінал   | Півфінал   | Фінал      | Фінал      |
| Спортсмен                | Дисципліна                       | Час          | Місце        | Час         | Місце       | Час        | Місце      | Час        | Місце      |
| ------------------------ | -------------------------------- | ------------ | ------------ | ----------- | ----------- | ---------- | ---------- | ---------- | ---------- |
| Люка Шанава              | індивідуальний спринт (чоловіки) | 3:18.46      | 33           | не пройшов  | не пройшов  | не пройшов | не пройшов | не пройшов | не пройшов |
| Батіст Гро               | індивідуальний спринт (чоловіки) | 3:16.27      | 20 Q         | 3:18.62     | 2 Q         | 3:27.44    | 6          | не пройшов | не пройшов |
| Рішар Жув                | індивідуальний спринт (чоловіки) | 3:17.69      | 29 Q         | 3:12.40     | 3           | не пройшов | не пройшов | не пройшов | не пройшов |
| Рішар Жув Моріс Маніфіка | командний спринт (чоловіки)      | Н/Д          | Н/Д          | Н/Д         | Н/Д         | 16:04.45   | 2 Q        | 15:58.28   | 3          |
| Орор Жан                 | індивідуальний спринт (жінки)    | 3:32.45      | 46           | не пройшла  | не пройшла  | не пройшла | не пройшла | не пройшла | не пройшла |
| Коралін Юг Орор Жан      | командний спринт (жінки)         | Н/Д          | Н/Д          | Н/Д         | Н/Д         | 16:40.40   | 6 q        | 16:32.49   | 8          |

## Сноубординг
Фристайл
| Спортсмен       | Дисципліна         | Кваліфікація | Кваліфікація | Кваліфікація | Кваліфікація | Фінал       | Фінал       | Фінал       | Фінал      | Фінал      |
| Спортсмен       | Дисципліна         | 1-ша спроба  | 2-га спроба  | Найкраща     | Місце        | 1-ша спроба | 2-га спроба | 3-тя спроба | Найкраща   | Місце      |
| --------------- | ------------------ | ------------ | ------------ | ------------ | ------------ | ----------- | ----------- | ----------- | ---------- | ---------- |
| Люсіль Лефевр   | слоупстайл (жінки) | Canceled     | Canceled     | Canceled     | Canceled     | 28.35       | 17.31       | CAN         | 28.35      | 25         |
| Клеманс Грімаль | хафпайп (жінки)    | 14.25        | 13.00        | 14.25        | 24           | не пройшла  | не пройшла  | не пройшла  | не пройшла | не пройшла |
| Софі Родрігес   | хафпайп (жінки)    | 65.00        | 13.50        | 65.00        | 9 Q          | 50.50       | 14.75       | 13.75       | 50.50      | 10         |
| Мірабель Товекс | хафпайп (жінки)    | 62.25        | 64.25        | 64.25        | 10 Q         | 59.50       | 30.25       | 63.00       | 63.00      | 9          |

Паралельний слалом
| Спортсмен     | Дисципліна                                | Кваліфікація | Кваліфікація | 1/16                           | Чвертьфінал                 | Півфінал                             | Фінал                   | Фінал |
| Спортсмен     | Дисципліна                                | Час          | Місце        | Суперник Час                   | Суперник Час                | Суперник Час                         | Суперник Час            | Місце |
| ------------- | ----------------------------------------- | ------------ | ------------ | ------------------------------ | --------------------------- | ------------------------------------ | ----------------------- | ----- |
| Сільвен Дюфур | паралельний гігантський слалом (чоловіки) | 1:25.27      | 4 Q          | Оскар Квятковскі (POL) W –0.10 | Едвін Коратті (ITA) W –0.19 | Невін Галмаріні (SUI) L не фінішував | Жан Кошир (SLO) L +1.49 | 4     |

Сноубордкрос
| Спортсмен                     | Дисципліна | Посів   | Посів   | Посів   | Посів   | Посів     | Посів     | 1/8     | Чвертьфінал  | Півфінал        | Фінал      | Фінал      |
| Спортсмен                     | Дисципліна | Спуск 1 | Спуск 1 | Спуск 2 | Спуск 2 | Найкращий | Результат | 1/8     | Чвертьфінал  | Півфінал        | Фінал      | Фінал      |
| Спортсмен                     | Дисципліна | Час     | Місце   | Час     | Місце   | Найкращий | Результат | Позиція | Позиція      | Позиція         | Позиція    | Місце      |
| ----------------------------- | ---------- | ------- | ------- | ------- | ------- | --------- | --------- | ------- | ------------ | --------------- | ---------- | ---------- |
| Лоан Боццоло                  | чоловіки   | 1:16.15 | 31      | 1:16.11 | =8      | 1:16.11   | 35        | 3 Q     | не фінішував | не пройшов      | не пройшов | не пройшов |
| Мерлін Сурже                  | чоловіки   | 1:13.82 | 5       | Bye     | Bye     | 1:13.82   | 5         | 3 Q     | не фінішував | не пройшов      | не пройшов | не пройшов |
| П'єр Волтьє                   | чоловіки   | 1:13.14 | 1       | Bye     | Bye     | 1:13.14   | 1         | 2 Q     | 1 Q          | 3 FA            | 1          | 1          |
| Кен Вуаньо                    | чоловіки   | 1:14.29 | 10      | Bye     | Bye     | 1:14.29   | 10        | 2 Q     | не фінішував | не пройшов      | не пройшов | не пройшов |
| Шарлотта Бенкс                | жінки      | 1:18.18 | 5       | Bye     | Bye     | 1:18.18   | 5         | Н/Д     | 3 Q          | не фінішував FB | 1          | 7          |
| Неллі Моен-Локкоз             | жінки      | 1:20.23 | 8       | Bye     | Bye     | 1:20.23   | 8         | Н/Д     | 3 Q          | 5 FB            | 4          | 10         |
| Жулія Перейра де Соуза Мабіло | жінки      | 1:21.72 | 18      | 1:20.17 | 3       | 1:20.17   | 15        | Н/Д     | 2 Q          | 2 FA            | 2          | 2          |
| Клое Треспеш                  | жінки      | 1:18.51 | 6       | Bye     | Bye     | 1:18.51   | 6         | Н/Д     | 1 Q          | 2 FA            | 5          | 5          |

FA – кваліфікація у медальний раунд; FB – кваліфікація у втішний раунд

## Стрибки з трампліна
| Спортсменка         | Дисципліна                     | Кваліфікація | Кваліфікація | Кваліфікація | Перший раунд | Перший раунд | Перший раунд | Фінал      | Фінал      | Фінал      | Загалом    | Загалом    |
| Спортсменка         | Дисципліна                     | Відстань     | Бали         | Місце        | Відстань     | Бали         | Місце        | Відстань   | Бали       | Місце      | Бали       | Місце      |
| ------------------- | ------------------------------ | ------------ | ------------ | ------------ | ------------ | ------------ | ------------ | ---------- | ---------- | ---------- | ---------- | ---------- |
| Джонатан Ліройд     | нормальний трамплін (чоловіки) | 94.5         | 106.7        | 30 Q         | 98.5         | 104.1        | 25 Q         | 100.5      | 103.8      | 21         | 207.9      | 27         |
| Джонатан Ліройд     | великий трамплін (чоловіки)    | 124.0        | 92.1         | 34 Q         | 119.5        | 100.1        | 41           | не пройшов | не пройшов | не пройшов | не пройшов | не пройшов |
| Венсан Декомб-Севуа | нормальний трамплін (чоловіки) | 86.5         | 92.1         | 44 Q         | 90.0         | 82.4         | 43           | не пройшов | не пройшов | не пройшов | не пройшов | не пройшов |
| Венсан Декомб-Севуа | великий трамплін (чоловіки)    | 114.0        | 69.9         | 48 Q         | 105.0        | 75.9         | 50           | не пройшов | не пройшов | не пройшов | не пройшов | не пройшов |
| Леа Лемар           | нормальний трамплін (жінки)    | Н/Д          | Н/Д          | Н/Д          | 74.5         | 62.3         | 29 Q         | 93.5       | 84.5       | 19         | 146.8      | 28         |
| Люсіль Морат        | нормальний трамплін (жінки)    | Н/Д          | Н/Д          | Н/Д          | 86.5         | 79.7         | 19 Q         | 86.5       | 75.1       | 27         | 154.8      | 21         |

## Фігурне катання
Індивідуальні змагання
| Спортсмен                           | Дисципліна                   | КП    | КП    | ДП         | ДП         | Загалом    | Загалом    |
| Спортсмен                           | Дисципліна                   | Бали  | Місце | Бали       | Місце      | Бали       | Місце      |
| ----------------------------------- | ---------------------------- | ----- | ----- | ---------- | ---------- | ---------- | ---------- |
| Шафік Бессег'є                      | одиночні змагання (чоловіки) | 72.10 | 26    | не пройшов | не пройшов | не пройшов | не пройшов |
| Мае-Береніс Мейте                   | одиночні змагання (жінки)    | 53.67 | 22 Q  | 106.25     | 18         | 159.92     | 19         |
| Ванесса Джеймс / Морган Сіпре       | пари                         | 75.34 | 6 Q   | 143.19     | 5          | 218.53     | 5          |
| Габріелла Пападакіс / Гійом Сізерон | танці на льоду               | 81.93 | 2 Q   | 123.35     | 1          | 205.28     | 2          |
| Марі-Жад Лорйо / Ромен Ле Гак       | танці на льоду               | 59.97 | 18 Q  | 89.62      | 17         | 149.59     | 17         |

Командне змагання
| Спортсмени | Дисципліна        | Коротка програма   | Коротка програма   | Коротка програма   | Коротка програма   | Коротка програма | Коротка програма | Довільна програма  | Довільна програма  | Довільна програма  | Довільна програма  | Довільна програма | Довільна програма |
| Спортсмени | Дисципліна        | Чоловіки           | Жінки              | Пари               | Танці на льоду     | Разом            | Разом            | Чоловіки           | Жінки              | Пари               | Танці на льоду     | Разом             | Разом             |
| Спортсмени | Дисципліна        | Бали Командні бали | Бали Командні бали | Бали Командні бали | Бали Командні бали | Бали             | Місце            | Бали Командні бали | Бали Командні бали | Бали Командні бали | Бали Командні бали | Бали              | Місце             |
| --- | ----------------- | ------------------ | ------------------ | ------------------ | ------------------ | ---------------- | ---------------- | ------------------ | ------------------ | ------------------ | ------------------ | ----------------- | ----------------- |
| Шафік Бессег'є (M) Мае-Береніс Мейте (L) Ванесса Джеймс / Морган Сіпре (P) Марі-Жад Лорйо / Ромен Ле Гак (ID) | командні змагання | 61.06 1            | 46.62 2            | 68.49 5            | 57.94 5            | 13               | 10               | не пройшли         | не пройшли         | не пройшли         | не пройшли         | не пройшли        | не пройшли        |

## Фристайл
Хафпайп
| Спортсмен    | Дисципліна | Кваліфікація | Кваліфікація | Кваліфікація | Кваліфікація | Фінал         | Фінал         | Фінал         | Фінал         | Фінал         |
| Спортсмен    | Дисципліна | Спуск 1      | Спуск 2      | Найкращий    | Місце        | Спуск 1       | Спуск 2       | Спуск 3       | Найкращий     | Місце         |
| ------------ | ---------- | ------------ | ------------ | ------------ | ------------ | ------------- | ------------- | ------------- | ------------- | ------------- |
| Томас Кріф   | чоловіки   | 74.40        | 25.80        | 74.40        | 10 Q         | 9.80          | не стартував  | не стартував  | 9.80          | 10            |
| Кевін Роллан | чоловіки   | 87.80        | 37.80        | 87.80        | 6 Q          | 6.40          | 6.40          | 5.60          | 6.40          | 11            |
| Анаїс Караде | жінки      | 25.00        | 72.80        | 72.80        | 12 Q         | не стартувала | не стартувала | не стартувала | не стартувала | не стартувала |
| Марі Мартіно | жінки      | 91.60        | 92.00        | 92.00        | 2 Q          | 92.20         | 92.60         | 23.20         | 92.60         | 2             |

Могул
| Спортсмен      | Дисципліна | Кваліфікація | Кваліфікація | Кваліфікація | Кваліфікація | Кваліфікація  | Кваліфікація  | Кваліфікація | Кваліфікація | Фінал      | Фінал      | Фінал      | Фінал      | Фінал      | Фінал      | Фінал      | Фінал      | Фінал      | Фінал      | Фінал      | Фінал      |
| Спортсмен      | Дисципліна | Спуск 1      | Спуск 1      | Спуск 1      | Спуск 1      | Спуск 2       | Спуск 2       | Спуск 2      | Спуск 2      | Спуск 1    | Спуск 1    | Спуск 1    | Спуск 1    | Спуск 2    | Спуск 2    | Спуск 2    | Спуск 2    | Спуск 3    | Спуск 3    | Спуск 3    | Спуск 3    |
| Спортсмен      | Дисципліна | Час          | Бали         | Час          | Бали         | Час           | Бали          | Разом        | Місце        | Час        | Бали       | Разом      | Місце      | Час        | Бали       | Разом      | Місце      | Час        | Бали       | Разом      | Місце      |
| -------------- | ---------- | ------------ | ------------ | ------------ | ------------ | ------------- | ------------- | ------------ | ------------ | ---------- | ---------- | ---------- | ---------- | ---------- | ---------- | ---------- | ---------- | ---------- | ---------- | ---------- | ---------- |
| Ентоні Бінна   | чоловіки   | 25.48        | 61.88        | 76.28        | 12           | 25.45         | 45.86         | 60.30        | 6 Q          | 24.85      | 51.20      | 76.43      | 13         | не пройшов | не пройшов | не пройшов | не пройшов | не пройшов | не пройшов | не пройшов | не пройшов |
| Бенджамін Каве | чоловіки   | 26.40        | 59.55        | 72.74        | 21           | 25.42         | 56.55         | 71.03        | 15           | не пройшов | не пройшов | не пройшов | не пройшов | не пройшов | не пройшов | не пройшов | не пройшов | не пройшов | не пройшов | не пройшов | не пройшов |
| Саша Теохаріс  | чоловіки   | 24.89        | 61.37        | 76.55        | 10 QF        | Bye           | Bye           | Bye          | Bye          | 23.97      | 60.70      | 77.09      | 12 Q       | 25.40      | 19.98      | 34.49      | 9          | не пройшов | не пройшов | не пройшов | не пройшов |
| Каміль Каброл  | жінки      | 31.96        | 56.91        | 68.89        | 16           | не фінішувала | не фінішувала | 68.89        | 12           | не пройшла | не пройшла | не пройшла | не пройшла | не пройшла | не пройшла | не пройшла | не пройшла | не пройшла | не пройшла | не пройшла | не пройшла |
| Перрін Лаффон  | жінки      | 28.87        | 64.25        | 79.72        | 1 QF         | Bye           | Bye           | Bye          | Bye          | 29.33      | 60.81      | 75.76      | 6 Q        | 29.78      | 63.42      | 77.86      | 3 Q        | 29.36      | 63.74      | 78.65      | 1          |

Скікрос
| Спортсмен                | Дисципліна | Посів   | Посів | 1/16         | Чвертьфінал | Півфінал        | Фінал      | Фінал      |
| Спортсмен                | Дисципліна | Час     | Місце | Позиція      | Позиція     | Позиція         | Позиція    | Місце      |
| ------------------------ | ---------- | ------- | ----- | ------------ | ----------- | --------------- | ---------- | ---------- |
| Арно Боволента           | чоловіки   | 1:10.12 | 14    | 2 Q          | 2 Q         | 3 FB            | 2          | 6          |
| Жан-Фредерік Шапюї       | чоловіки   | 1:09.84 | 7     | 2 Q          | 4           | не пройшов      | не пройшов | не пройшов |
| Франсуа Пласе            | чоловіки   | 1:10.26 | 18    | 1 Q          | 3           | не пройшов      | не пройшов | не пройшов |
| Теренс Чикнаворян        | чоловіки   | 1:10.41 | 24    | не фінішував | не пройшов  | не пройшов      | не пройшов | не пройшов |
| Алізі Барон              | жінки      | 1:14.11 | 6     | 1 Q          | 2 Q         | не фінішував FB | 1          | 5          |
| Маріель Бергер Саббатель | жінки      | 1:15.60 | 12    | 2 Q          | 3           | не пройшов      | не пройшов | не пройшов |

FA – кваліфікація у медальний раунд; FB – кваліфікація у втішний раунд
Слоупстайл
| Спортсмени     | Дисципліна | Кваліфікація | Кваліфікація | Кваліфікація | Кваліфікація | Фінал      | Фінал      | Фінал      | Фінал      | Фінал      |
| Спортсмени     | Дисципліна | Спуск 1      | Спуск 2      | Найкращий    | Місце        | Спуск 1    | Спуск 2    | Спуск 3    | Найкращий  | Місце      |
| -------------- | ---------- | ------------ | ------------ | ------------ | ------------ | ---------- | ---------- | ---------- | ---------- | ---------- |
| Антуан Аделісс | чоловіки   | 10.00        | 17.60        | 17.60        | 30           | не пройшов | не пройшов | не пройшов | не пройшов | не пройшов |
| Бенуа Буратті  | чоловіки   | 67.00        | 62.00        | 67.00        | 21           | не пройшов | не пройшов | не пройшов | не пройшов | не пройшов |
| Лу Барін       | жінки      | 50.60        | 38.40        | 50.60        | 19           | не пройшла | не пройшла | не пройшла | не пройшла | не пройшла |
| Тесс Ледо      | жінки      | 69.40        | 28.40        | 69.40        | 15           | не пройшла | не пройшла | не пройшла | не пройшла | не пройшла |

## Шорт-трек
| Спортсмен        | Дисципліна        | Попередній заїзд | Попередній заїзд | Чвертьфінал | Чвертьфінал | Півфінал   | Півфінал   | Фінал      | Фінал      |
| Спортсмен        | Дисципліна        | Час              | Місце            | Час         | Місце       | Час        | Місце      | Час        | Місце      |
| ---------------- | ----------------- | ---------------- | ---------------- | ----------- | ----------- | ---------- | ---------- | ---------- | ---------- |
| Тібо Фоконне     | 500 м (чоловіки)  | 1:04.756         | 4                | не пройшов  | не пройшов  | не пройшов | не пройшов | не пройшов | не пройшов |
| Тібо Фоконне     | 1000 м (чоловіки) | 1:24.381         | 2 Q              | 1:24.344    | 3           | не пройшов | не пройшов | не пройшов | не пройшов |
| Тібо Фоконне     | 1500 м (чоловіки) | 2:15.768         | 2 Q              | Н/Д         | Н/Д         | 2:12.049   | 2 FA       | 2:53.150   | 7          |
| Себастьєн Лепап  | 500 м (чоловіки)  | 40.900           | 3                | не пройшов  | не пройшов  | не пройшов | не пройшов | не пройшов | не пройшов |
| Себастьєн Лепап  | 1000 м (чоловіки) | 1:23.489         | 3                | не пройшов  | не пройшов  | не пройшов | не пройшов | не пройшов | не пройшов |
| Себастьєн Лепап  | 1500 м (чоловіки) | 2:13.965         | 2 Q              | Н/Д         | Н/Д         | 2:11.967   | 5          | не пройшов | не пройшов |
| Тіфані Юо-Маршан | 500 м (жінки)     | 44.659           | 3                | не пройшла  | не пройшла  | не пройшла | не пройшла | не пройшла | не пройшла |
| Тіфані Юо-Маршан | 1500 м (жінки)    | 2:29.996         | 4                | Н/Д         | Н/Д         | не пройшла | не пройшла | не пройшла | не пройшла |
| Веронік П'єррон  | 500 м (жінки)     | 43.148           | 4                | не пройшла  | не пройшла  | не пройшла | не пройшла | не пройшла | не пройшла |
| Веронік П'єррон  | 1000 м (жінки)    | 1:35.299         | 2 Q              | 1:30.323    | 4           | не пройшла | не пройшла | не пройшла | не пройшла |
| Веронік П'єррон  | 1500 м (жінки)    | 2:22.119         | 3 Q              | Н/Д         | Н/Д         | 2:28.023   | 5          | не пройшла | не пройшла |